# Jamaica en los Juegos Panamericanos de 2023
Jamaica compitió en los Juegos Panamericanos de 2023 que se realizaron en Santiago, Chile, desde el 20 de octubre al 5 de noviembre de 2023.
Los abanderado de la delegación jamaiquina en la ceremonia de apertura fueron Tyesha Mattis Gimnasta ganadora de bronce en Barras asimétricas durante Juegos Centroamericanos y del Caribe de 2023 y el jugador de bádminton Samuel Ricketts .
La delegación completa contaba con 89 deportistas en 15 disciplinas.

## Medallistas
| Medalla           | Deportista       | Deporte   | Evento                         | Fecha          |
| ----------------- | ---------------- | --------- | ------------------------------ | -------------- |
| Medalla de oro    | Jaheel Hyde      | Atletismo | 400m con vallas Masculino      | 3 de noviembre |
| Medalla de bronce | Dahlia Palmer    | Ciclismo  | Keirin Femenino                | 26 de octubre  |
| Medalla de bronce | Fedrick Dacres   | Atletismo | Lanzamiento de Disco Masculino | 30 de octubre  |
| Medalla de bronce | Samantha Hall    | Atletismo | Lanzamiento de Disco Femenino  | 30 de octubre  |
| Medalla de bronce | Aaron Johnson    | Lucha     | Lucha Libre 125Kg Masculino    | 1 de noviembre |
| Medalla de bronce | Navasky Anderson | Atletismo | 800m Masculino                 | 4 de noviembre |